# Isabel Soveral
Isabel Soveral (1961, Porto) é uma compositora Portuguesa de Música contemporânea.  

## Biografia
Isabel Soveral nasceu na cidade do Porto, em 1961. 
Formou-se no Conservatório Nacional de Lisboa, onde estudou com Jorge Peixinho e Joly Braga Santos. 
Em 1988 ingressou na  State University of New York  em Stony Brook onde estudou com Daria Semegen e Būlent Arel, tendo concluído o mestrado (1991) e doutoramento (PhD) (1994) em Composição nessa universidade. 
Foi bolseira da Fundação Gulbenkian, da Fundação Luso-Americana e Programa Fulbright. 
Faz parte de um importante grupo de compositores portugueses que apareceu nos anos 80 do século passado.   

## Vida e obra
A sua música tem sido apresentada em Portugal, Espanha, França, Itália, Hungria, Áustria, Suíça, Polônia, Hong Kong, Macau, Argentina, Brasil, Cuba e Estados Unidos da América. 
Tem várias obras em cd pelas editoras Portugalsom e Strauss, EMI Classics, Capella, Deux-Elles, Numérica, ISCM-WMD e IPCB.
Tem partituras publicadas pelas editoras Musicoteca, Fermata, Cecilia Honegger, IPCB e MIC.
É professora de Composição, Teoria e Análise Musical no Departamento de Comunicação e Arte da Universidade de Aveiro  desde 1995.  
É membro do INET-MD como coordenadora do grupo de Composição Teoria e Tecnologia da Música (CTTM).   
É diretora do CIME (Centro de Investigação em Música Electroacústica da UA) desde 2014, tendo criado a plataforma EAW (Electroacoustic Winds). 
É membro do Conselho Científico do Centro de Investigação em Música Portuguesa (CIMP). desde 2008. 

## Principais obras do catálogo
Entre as suas obras encontram-se: 
- Contornos (1987), premiada no Concurso "Exposisom" JMP e "The 1998 ISCM-ACL World Music Days", Hong Kong;
- ...Un soir j'ai assis la Beauté sur mes genoux - Et je l'ai trouvée amère (1998), para grupo de câmara, encomenda Culturgest
- Inscriptions sur une Peinture (1998), para orquestra de câmara, encomenda Teatro Nacional S. Carlos.
- Ciclo Anamorphoses – 1993-2017: Anamorphoses III (1995), para violino e electrónica;  Anamorphoses VII (2002), para orquestra de câmara, encomenda Casa da Música; Anamorphoses VIII (2014), encomenda DGartes - DuoContracello;   Anamorphoses IX, (2017) para violoncelo e orquestra, encomenda Casa da Música
- Ciclo Mémoires d’Automne – 1999-2003:  Image I, para marimba solo.
- Ciclo Le Navigateur du Soleil Incandescent – 2005-2014:  première lettre (2005), viola de arco e piano, encomenda Festival da Póvoa do Varzim;   deuxième lettre (2006), contra-tenor, coro e orquestra, encomenda F. C. Gulbenkian;                                                                                                                                                                                    Paradeisoi (2007), orquestra, encomenda F. C. Gulbenkian.   quatrième lettre (2010), grupo de Câmara, encomenda Miso Music.
- Ciclo Shakespeare - 2007-2014:  Since Brass nor stone... (2007), soprano e electrónica;   Kingdom of the Shore (2012), voz, vídeo e electrónica. Encomenda Festivais de Outono
- Ciclo Quatro Elementos (2014-15): O Dragão Watatsumi (2015), seis percussionistas, encomenda DGartes - grupo Drumming